# SourceWatch
SourceWatch (precedentemente Disinfopedia) è un progetto web collaborativo promosso dal Center for Media and Democracy (CMD), con lo scopo di documentare l'attività di agenti di public relations, esperti vicini ad imprese e think tank ed altri individui ed istituzioni che hanno un ruolo rilevante nel dirigere e formare l'opinione pubblica.
SourceWatch fu creata nel gennaio 2003 da Sheldon Rampton ed è pubblicata con tecnologia wiki sotto la GNU Free Documentation License.